# Wait Until the Weekend Comes
"Wait until the weekend comes" ("Espera até ao fim de semana") foi a canção que representou a Irlanda no Festival Eurovisão da Canção 1985 interpretada em inglês por  Maria Christian.
A canção tinha letra  e música de Brendan J. Graham e foi orquestrada por Noel Kelehan.
A canção é uma balada, com Christian apelando ao seu amante para não partir imediatamente, mas para "esperar até ao fim de semana" e ver como sentia então. Ela canta que ele sentia-se mais positivo com ela depois do fim de semana, e o que ela espera aconteça de novo.  
A canção foi a primeira a ser interpretada na noite do evento, antes da canção finlandesa "Eläköön elämä", interpretada por Sonja Lumme. No final da votação, a canção recebeu um total de 91 pontos, classificando-se em sexto lugar. 